# غوستافو كابرال
غوستافو دانييل كابرال (بالإسبانية: Gustavo Daniel Cabral)‏ (مواليد 14 أكتوبر 1985) لاعب كرة قدم أرجنتيني يجيد اللعب في مركز قلب الدفاع ويلعب حالياً مع نادي سلتا فيغو الإسباني.

## روابط خارجية
- غوستافو كابرال على موقع الاتحاد الدولي (مؤرشف)  (الإنجليزية)
- غوستافو كابرال على موقع قاعدة بيانات كرة القدم.إي يو (الإنجليزية)
- غوستافو كابرال على موقع Soccerbase.com (لاعب) (الإنجليزية)
- غوستافو كابرال على موقع Soccerway.com (الإنجليزية)
- غوستافو كابرال على موقع عالم كرة القدم.نت (الإنجليزية)
- غوستافو كابرال على موقع كووورة
- غوستافو كابرال على موقع AS.com (الإسبانية)